# Christina Westman
Christina Ingeborg Westman, född 31 juli 1921 i Åsele, Västerbottens län, död 1 januari 1992 i Göteborg, var en svensk textilkonstnär.
Hon var dotter till Herman Leo Westman och Brita Ingeborg Maria Hallgren och gift 1949–1959 med Bengt Staffan Tilander. Westman studerade vid Slöjdföreningens skola i Göteborg 1939–1942 och genom självstudier under resor till bland annat Frankrike, Italien, Nederländerna och Tyskland. Separat ställde hon ut i bland annat Göteborg och Varberg och 1962 öppnade hon en vävkammare i Göteborg där hon visade en permanent utställning med egna alster. Tillsammans med Catarina Hagner ställde hon ut i Uddevalla 1955 och hon medverkade i konsthantverksutställningar i Göteborg och Malmö. Bland hennes offentliga arbeten märks bonader för Kärlekens kyrka i Halmstad, den broderade bonaden Törnekronan för Trollhättans missionshus, vid restaureringen av Grimetons kyrka och Rolfstorps kyrka utförde hon samtliga nya textilier. För landshövdingens ämbetsrum i Göteborg utförde hon ryamattan Havet flora och fauna. Hennes konst består av inredningstextilier, mattor i rya och röllakansteknik samt kyrkotextilier.